# Ectopimorpha utahensis
Ectopimorpha utahensis là một loài tò vò trong họ Ichneumonidae.